# Birkalands välfärdsområde
Birkalands välfärdsområde (finska: Pirkanmaan hyvinvointialue) är ett av de 21 välfärdsområdena i Finland. Välfärdsområdet grundades som en del av reformen som berör social- och hälsovården och räddningsväsendet i Finland, och det omfattar samma område som landskapet Birkaland. Birkalands välfärdsområde är befolkningsmässigt ett av Finlands största välfärdsområden.

Birkalands välfärdsområde.

## Kommuner
Birkalands välfärdsområde består av 23 kommuner varav 12 är städer.
- Ackas stad
- Birkala kommun
- Ikalis stad
- Juupajoki kommun
- Kangasala stad
- Kihniö kommun
- Kuhmois kommun
- Lembois kommun
- Mänttä-Filpula stad
- Nokia stad
- Orivesi stad
- Parkano stad
- Pungalaitio kommun
- Pälkäne kommun
- Ruovesi kommun
- Sastamala stad
- Tammerfors stad
- Tavastkyro kommun
- Urdiala kommun
- Valkeakoski stad
- Vesilax kommun
- Virdois stad
- Ylöjärvi stad

I april 2022 fanns det 528 256 invånare i området.

## Tjänster
Från och med 1 januari 2023 överförs ansvaret för social- och hälsovårdstjänster och räddningsväsende från kommuner och samkommuner till välfärdsområdena. Enligt lag ska kommuners och samkommuners gällande avtal överföras till välfärdsområden.

### Sjukvård
Alla Birkalands kommuner förutom Pungalaitio tillhör Birkalands sjukvårdsdistrikt. Områdets centralsjukhus är Tammerfors centralsjukhus inom vilket också Tammerfors universitetssjukhus är verksamt. Områdets andra sjukhus är Hatanpää sjukhus, Pitkäniemi sjukhus, Sastamala sjukhus och Valkeakoski sjukhus. Specialsjukvård tillhandshålls av Tammerfors universitetssjukhus.

### Räddningsverk
Birkalands räddningsverk är verksamt i området.

## Beslutsfattande

### Välfärdsområdesvalet
Vid välfärdsområdesval utses välfärdsområdesfullmäktige för välfärdsområdena, som ansvarar för ordnandet av social- och hälsovården och räddningsväsendet från och med den 1 januari 2023. Välfärdsområdena har självstyre och den högsta beslutanderätten utövas av välfärdsområdesfullmäktige. Välfärdsområdesval förrättas samtidigt med kommunalval.
Det första välfärdsområdesvalet hölls den 23 januari 2022. Då valdes 79 personer till välfärdsområdesfullmäktige.

### Välfärdsområdesfullmäktige
Välfärdsområdesfullmäktige ansvarar för välfärdsområdets verksamhet och ekonomi. Fullmäktige fattar beslut om årsbudgeten, godkänner bokslutet och ansvarar för strategiska linjer.

### Mandatfördelning
| 9 | 18 | 8 | 9 | 8 |  | 4 | 21 |  |

| 34 | 45 |

| 9 | 22 | 10 | 6 | 9 | 4 | 19 |